# Agyrta superba
Agyrta superba là một loài bướm đêm thuộc phân họ Arctiinae, họ Erebidae.